# Нижня Богатирка
Нижня Богати́рка (рос. Нижняя Богатырка) — присілок в Глазовському районі Удмуртії, Росія.

## Населення
Населення — 78 осіб (2010; 98 в 2002).
Національний склад станом на 2002 рік:
- удмурти — 92 %

## Урбаноніми[3]
- вулиці — Зарічна, Ізошурська, Нижньо-Богатирська